# SN 2002ct
SN 2002ct – supernowa odkryta 10 maja 2002 roku w galaktyce A124722+2800. W momencie odkrycia miała maksymalną jasność 20,10m.